# نبيل بدر
نبيل بدر (17 يناير 1937 - 25 ديسمبر 1988 )، ممثل مصري.

## عنه
تخرج في كلية الحقوق عمل بإدارة العلاقات الثقافية بوزارة الثقافة محامي ثم أنتقل إلى هيئة السينما لكنه ترك الوظيفة كي يتفرغ للعمل في الفن وانتقل بين التلفزيون والمسرح والسينما وقام بالتمثيل في الأدوار الثانوية من المسلسلات، لم يستطع الخروج عن اداء الشخصية الكوميدية ولم يتمكن من الخروج من هذا الأطار بالنبرة نفسها والاداء النمطي ، ولكن لديه دور مميز في مسلسل رأفت الهجان ، تزوج في أواخر أيامه ولم ينجب أبناء.

## حياته
ولد الفنان نبيل محمود بدر الدين يوم 17 يناير عام 1937 بكفر مصيلحة في محافظة المنوفية، شمال مصر
وعلى الرغم من أن الفنان الراحل كان يعد من أشهر عزاب الوسط الفنى ، إلا انه تزوج قبل شهور من رحيله ، بعد قصة حب طويلة ، ولم ينجب

## وفاته
في يوم 25 ديسمبر عام 1988 توفي الفنان نبيل بدر عن عمر يناهز 51 عاماً متأثرا بأمراض القلب التي عانى منها.

## من أعماله
- 1974 أميرة حبى أنا
- 1975 بديعة مصابنى – احترسى من الرجال يا ماما
- 1976 فيفا زلاطا - المذنبون – وبالوالدين احسانا
- 1975  احترسي من الرجال يا ماما
- 1975 كفانى يا قلب – ألف بوسة وبوسة – الولد الغبى – شيلنى و اشيك
- 1977 الحقيقة .. ذلك المجهول
- 1978 ليلة لا تنسى – القضية المشهورة – ابتسامة واحدة لا تكفى – المجرم
- 1979 مع سبق الاصرار – القضية رقم واحد – سلطانة الطرب – الطيور المهاجرة – كرامتى
- 1981 ليلة شتاء دافئة – وقيدت ضد مجهول
- 1982 رحلة الشقاء والحب
- 1983 العربجى
- 1984 الانتقام لرجب
- 1984 أهلا بالسكان
- 1985 ملائكة الشوارع – حكاية في كلمتين – خيوط العنكبوت
- 1988 راجل بسبع ارواح - آسف للإزعاج - الحب أيضا يموت
- السجينتان – بنت من دهب
- رأفت الهجان (مسلسل)
- الطاحونة الجزء الاول والثاني

## روابط خارجية
- نبيل بدر على موقع الدهليز
- نبيل بدر على موقع قاعدة بيانات الأفلام العربية